# 11 novembre 1979
Le dimanche 11 novembre 1979 est le 315e jour de l'année 1979.

## Naissances
- Alice Tumler, présentatrice de télévision autrichienne
- Baptiste Amar, joueur de hockey sur glace français
- Michael Valiante, pilote automobile canadien
- Rasha Bukvic, acteur serbe et français

## Décès
- Charles Humez (né le 18 mai 1927), boxeur français
- Dimitri Tiomkin (né le 22 mai 1894), compositeur et producteur américain d'origine russe
- Edna Clarke Hall (née le 29 juillet 1879), aquarelliste anglaise
- Jacques Delarüe-Caron de Beaumarchais (né le 16 avril 1913), diplomate français
- Paul Vauthier (né le 1er juillet 1885), général de l’armée française

## Événements
- Incident de Manises
- Découverte des astéroïdes (4728) Lyapidevskij et (5614) Yakovlev
- Fin du championnat d'URSS de football 1979
- Début de la coupe caribéenne des nations 1979
- Début de la série télévisée russe Il ne faut jamais changer le lieu d'un rendez-vous

- Fin du Grand Prix de Stuttgart 1979